# 1. Division 1899/1900
Pátý ročník 1. Division (1. belgické fotbalové ligy) se konal od 1. listopadu 1899 do 6. května 1900.
Sezonu vyhrál podruhé v klubové historii RRC de Brusel. Nejlepším střelcem se stal hráč RRC de Brusel Charles Atkinson. Hrálo se na dvě skupiny a vítězové skupin hrály dva zápasy proti sobě. Vítěz RRC de Brusel porazil Bruggy 3:0 a 8:1.